# Glodi
Glodi (cyr. Глоди) – wieś w Bośni i Hercegowinie, w Republice Serbskiej, w mieście Zvornik. W 2013 roku liczyła 759 mieszkańców.